# 魔法少女ここあ
『魔法少女ここあ』（まほうしょうじょここあ）は、双葉社のウェブコミック誌「COMIC SEED!」2006年6月号から2008年3月号まで連載された宮越良月著の、魔法美少女アクションコメディ。当初はコミック1巻分の連載予定だったが、好評につき数話延長されて全2巻となった。

## 登場人物

### 主要人物
ここあ
ツンデレ魔法少女（バトルヒロイン）。第1話で大地を戦いに巻き込み、瀕死にしてしまう。生命維持のために定期的に大地に魔力を供給する必要から、以降は仲間と共に大地の家に居候するようになった。戦闘でやむをえず魔力が必要になったときは、ある接触行為で強引に大地から魔力を回収する。
白土大地（しらと だいち）
気弱な少年。女難の相が出ている。犬が苦手。
かふぇ
カルコブリーナ（人造人間）の少女。ここあと違って普段は大人しい。
モカ
雌猫。ここあの魔法でしばしば人型に変身する。
藤本みゆき（ふじもと みゆき）
眼鏡っ娘。大地に好意を寄せているが、その想いをジョーに利用される。

### ジョーと下僕たち
ジョー・ロンドの元ネタはヤッターマンのドロンジョであることがコミックスで明かされている。その部下2名も思わせぶりな名前となっている。
ジョー・ロンド
カプセルに封印されていた魔女。何者かに操られたかふぇの手により復活した。
200年前のカルコブリーナ（人造人間）計画の中心人物で、カルコブリーナの暴走事故の責任を問われ、カプセルに封印された。封印されている間に悪の力を身につけ増幅していたらしい。
ラーズ・トン
巨大なトカゲ（ドラゴン）型アークマーダー。口から炎を吐く。
ヤボーキ
ホーキに乗るわけではないが魔術師のような格好をしている、妙な仮面を被った人型アークマーダー。空間湾曲魔法を使う。

### ヘスペリス
コーキュリオンからここあの元に派遣された4人。連載の延長にあわせて後期から登場した。
ダージリン
ヘスペリスの一人。高飛車なお姉様。巨乳らしい。
セイロン
ヘスペリスの一人。ダージリンを慕っている。
アールグレイ
ヘスペリスの一人。いつも瞳を閉じている。
チェルシー
ヘスペリスのリーダー。ボーイッシュな少女。

### その他
白土すいか（しらと すいか）
大地の1歳違いの妹。
横山（よこやま）
不良女子高生。みゆきを虐めていたが、ジョーの力を使ったみゆきに叩きのめされる。小学生の頃はみゆきと仲がよかったらしい。

## 作中用語
アークマーダー
ジョー・ロンドの下僕。
アトミラール士官学校
コーキュリオンにある学校で、ヘスペリスを育成している。
カルコブリーナ
人造人間。
クロストンド
魔力増幅器。
コーキュリオン
地球とは別の世界で、ここあ達の故郷。
ヘスペリス
アトミラール士官学校の士官候補生。

## 書誌情報
1. 第1巻 ISBN 4575940801
2. 第2巻 ISBN 4575941522